# デモクリトス (クレーター)
デモクリトス (Democritus) は、月の表側にあるクレーターであり、月の北部に位置する。この世界はすべて原子という物質で構成されており、原子が結合・分離を繰り返すことで世界が成り立っているという原子論を作り上げた古代ギリシアの哲学者、デモクリトスにちなんで名づけられた。
デモクリトスは氷の海の北に位置しており、デモクリトスのすぐ南にはゲルトナーが、デモクリトスの北にはアーノルトが位置している。デモクリトスの西方にはケーンが位置している。
デモクリトスの周壁は鋭利な形状をしており、隕石の衝突などによる風化はほとんど見られない。デモクリトスは完全な円形をしておらず、デモクリトスの周壁は外側に向かってV字型に膨らんだいびつな輪郭をしている。周壁の内側には1つないし2つの段丘が存在し、やや平坦な底面へ向かって続いている。デモクリトスの中心付近には小さな中心丘が存在する。

## 従属クレーター
デモクリトスのごく近くにある小さな無名のクレーターについては、アルファベットを付加することによって識別される。
| 名称 | 月面緯度     | 月面経度     | 直径  |
| ---- | ------------ | ------------ | ----- |
| A    | 北緯 61.6 度 | 東経 32.4 度 | 11 km |
| B    | 北緯 60.1 度 | 東経 28.6 度 | 12 km |
| D    | 北緯 62.9 度 | 東経 31.2 度 | 8 km  |
| K    | 北緯 63.1 度 | 東経 40.7 度 | 7 km  |
| L    | 北緯 63.4 度 | 東経 39.7 度 | 18 km |
| M    | 北緯 63.6 度 | 東経 37.1 度 | 5 km  |
| N    | 北緯 63.6 度 | 東経 34.3 度 | 16 km |